# 欧内斯特·霍尔农
欧内斯特·威廉·霍尔农（Ernest William Hornung，1866年6月7日—1921年3月22日），英國作家，也是著名的偵探小說作家阿瑟·柯南·道爾的妹婿，也曾經發表過偵探小說的作品，並塑造一位小偷偵探A·J·萊佛士（A. J. Raffles），並發表許多作品，包括《業餘神偷萊佛士》（Raffles, the Amateur Cracksman）。

## 外部連結
- 欧内斯特·霍尔农作品的电子书格式  - Standard Ebooks
- Ernest William Hornung的作品  - 古騰堡計劃
- 互联网档案馆中欧内斯特·霍尔农的作品或与之相关的作品
- 开放图书馆中E.W. Hornung的著作
- 來自欧内斯特·霍尔农的LibriVox公共領域有聲讀物